# Coppa di Polonia di pallacanestro maschile
La Coppa di Polonia di pallacanestro è un trofeo nazionale polacco organizzato annualmente dal 1934, che nel corso degli anni ha subìto diverse sospensioni.

## Albo d'oro
- 1934  Polonia Varsavia
- 1935  KS Cracovia
- 1936  KS Cracovia
- 1937 non disputato
- 1938 non disputato
- 1939 non disputato
- 1940 non disputato
- 1941 non disputato
- 1942 non disputato
- 1943 non disputato
- 1944 non disputato
- 1945 non disputato
- 1946 non disputato
- 1947 non disputato
- 1948 non disputato
- 1949 non disputato
- 1950 non disputato
- 1951  Gdańsk
- 1952  Wisła Cracovia
- 1953  Spójnia Gdańsk
- 1954  Lech Poznań
- 1955  Lech Poznań
- 1956  AZS Varsavia
- 1957  Śląsk Breslavia
- 1958  AZS Varsavia
- 1959  Śląsk Breslavia
- 1960 non disputato
- 1961 non disputato
- 1962  Spójnia Gdańsk
- 1963 non disputato
- 1964 non disputato
- 1965 non disputato
- 1966 non disputato
- 1967 non disputato
- 1968  Legia Varsavia
- 1969  Polonia Varsavia
- 1970  Legia Varsavia
- 1971  Śląsk Breslavia
- 1972  Śląsk Breslavia
- 1973  Śląsk Breslavia
- 1974  Resovia Rzeszów
- 1975  Polonia Varsavia
- 1976  Wybrzeże Danzica
- 1977  Śląsk Breslavia
- 1978  Wybrzeże Danzica
- 1979  Wybrzeże Danzica
- 1980  Śląsk Breslavia
- 1981  Pogoń Stettino
- 1982 non disputato
- 1983  Zagłębie Sosnowiec
- 1984  Lech Poznań
- 1985  Pogoń Stettino
- 1986 non disputato
- 1987 non disputato
- 1988 non disputato
- 1989  Śląsk Breslavia
- 1990  Śląsk Breslavia
- 1991 non disputato
- 1992  Śląsk Breslavia
- 1993 non disputato
- 1994 non disputato
- 1995  Włocławek
- 1996  Włocławek
- 1997  Śląsk Breslavia
- 1998  Znic Pruszków
- 1999  Znic Pruszków
- 2000  Sopot
- 2001  Sopot
- 2002 non disputato
- 2003 non disputato
- 2004  Śląsk Breslavia
- 2005  Śląsk Breslavia
- 2006  Sopot
- 2007  Włocławek
- 2008  Sopot
- 2009  Kotwica Kołobrzeg
- 2010  AZS Koszalin
- 2011  Starogard Gdański

- 2012  Trefl Sopot
- 2013  Trefl Sopot
- 2014  Śląsk Breslavia
- 2015  Zielona Góra
- 2016  Rosa Radom
- 2017  Zielona Góra
- 2018  Pierniki Toruń
- 2019  Stal Ostrów Wiel.
- 2020  Włocławek
- 2021  Zielona Góra
- 2022  Stal Ostrów Wiel.
- 2023  Trefl Sopot
- 2024  Legia Varsavia
- 2024  Górnik Wałbrzych

## Vittorie per club
| Squadra            | Vittorie | Anni                                                                               |
| ------------------ | -------- | ---------------------------------------------------------------------------------- |
| Śląsk Breslavia    | 14       | 1957, 1959, 1971, 1972, 1973, 1977, 1980, 1989, 1990, 1992, 1997, 2004, 2005, 2014 |
| Arka Gdynia        | 4        | 2000, 2001, 2006, 2008                                                             |
| Włocławek          | 4        | 1995, 1996, 2007, 2020                                                             |
| Legia Varsavia     | 3        | 1968, 1970, 2024                                                                   |
| Lech Poznań        | 3        | 1954, 1955, 1984                                                                   |
| Wybrzeże Danzica   | 3        | 1976, 1978, 1979                                                                   |
| Polonia Varsavia   | 3        | 1934, 1969, 1975                                                                   |
| Zielona Góra       | 3        | 2015, 2017, 2021                                                                   |
| Trefl Sopot        | 3        | 2012, 2013, 2023                                                                   |
| Znic Pruszków      | 2        | 1998, 1999                                                                         |
| Pogoń Stettino     | 2        | 1981, 1985                                                                         |
| AZS Varsavia       | 2        | 1956, 1958                                                                         |
| Spójnia Gdańsk     | 2        | 1953, 1962                                                                         |
| KS Cracovia        | 2        | 1935, 1936                                                                         |
| Stal Ostrów Wiel.  | 2        | 2019, 2022                                                                         |
| Pierniki Toruń     | 1        | 2018                                                                               |
| Rosa Radom         | 1        | 2016                                                                               |
| Starogard Gdański  | 1        | 2011                                                                               |
| AZS Koszalin       | 1        | 2010                                                                               |
| Kotwica Kołobrzeg  | 1        | 2009                                                                               |
| Zagłębie Sosnowiec | 1        | 1983                                                                               |
| Resovia Rzeszów    | 1        | 1974                                                                               |
| Gdańsk             | 1        | 1951                                                                               |
| Wisła Cracovia     | 1        | 1952                                                                               |
| Górnik Wałbrzych   | 1        | 2025                                                                               |